# Patrick Maisonnave
 (octobre 2014).
Ne doit pas être confondu avec Eleuterio Maisonnave.
Patrick Maisonnave, né le 6 septembre 1963 à Bayonne, est un diplomate français, ambassadeur de France en Israël de septembre 2013 à septembre 2016, en Grèce de 2019 à 2023, puis au Royaume d'Arabie Saoudite en 2024.

## Biographie
Patrick Maisonnave obtient une maîtrise en sciences économiques et un diplôme de l’Institut d’études politiques de Paris avant de rejoindre la promotion Condorcet de l’École nationale d’administration en 1990. De 1992 à 1993, il est en poste à la direction des Affaires économiques et financières puis à la Coopération européenne en 1993.
En 1997, il devient conseiller technique au cabinet du ministre délégué aux Affaires européennes Pierre Moscovici, puis en 2001 du cabinet du maire de Paris Bertrand Delanoë et, en 2004, de l'ambassade de France en Grèce à Athènes. En 2007, il est chef du service des relations extérieures de l’Union européenne et en 2009, directeur des Affaires stratégiques, de sécurité et du désarmement du Ministère des affaires étrangères.
Il est nommé en septembre 2013, ambassadeur de France en Israël. À son retour en 2016, il devient le premier ambassadeur de la lutte contre le terrorisme auprès du Quai d'Orsay[pas clair][réf. nécessaire]. Il est ambassadeur de France à Athènes de 2019 à 2023 puis ambassadeur de France auprès du Royaume d'Arabie Saoudite en août 2024.

## Décorations
- Chevalier de la Légion d'honneur
- Chevalier de l'ordre national du Mérite